# 캄보디아 대학교
캄보디아 대학교(University of Cambodia, UC)는 사립 대학교의 하나로, 캄보디아 프놈펜 센속(Sen Sok)구의 노스브리지 로드에 위치해 있다.